# Ferenc Tóth
Ferenc Tóth (* 8. Februar 1909 in Szeged; † 26. Februar 1981 in Budapest) war ein ungarischer Ringer. Er gewann bei den Olympischen Spielen 1948 in London eine Bronzemedaille im griechisch-römischen Stil im Federgewicht. Außerdem war er 1933 und 1937 Europameister im freien Stil im Federgewicht.

## Werdegang
Ferenc Tóth begann als Jugendlicher in Debrecen mit dem Ringen. Er betätigte sich dabei in beiden Stilarten, griechisch-römischer und freier Stil. 1930 trat er in die Polizei ein und wechselte nach Budapest, wo er für Ujpest Torna Egylet (UTE) Budapest startete. Bereits 1931 wurde er erstmals ungarischer Meister im griech.-römischen Stil im Federgewicht. 1932 gewann er in derselben Gewichtsklasse seine erste ungarische Meisterschaft im freien Stil. Insgesamt gewann er in beiden Stilarten bis 1947 vierzehnmal die ungarische Meisterschaft im Feder- bzw. Leichtgewicht. 1933 wurde er außerdem mit UTE Budapest ungarischer Mannschaftsmeister im Ringen.
Die internationale Laufbahn von Ferenc Tóth begann 1933. Er gewann in diesem Jahr bei der Europameisterschaft im freien Stil in Paris im Federgewicht den Titel. Er benötigte dazu nur zwei Siege, weil diese Meisterschaft schwach besetzt war. Im entscheidenden Kampf besiegte er Jean Vordermann aus der Schweiz.
1934 ging Ferenc Tóth bei der Europameisterschaft in beiden Stilarten an den Start. Im griechisch-römischen Stil wurde er in Rom Vize-Europameister im Federgewicht, wobei er u. a. den deutschen Silbermedaillen-Gewinner der Olympischen Spiele 1932 in Los Angeles Wolfgang Ehrl besiegte. Im Finale unterlag er dem finnischen Ausnahmeringer Kustaa Pihlajamäki. Im freien Stil in Stockholm gewann er die Bronzemedaille im Federgewicht. Hier unterlag er dem Deutschen Hans Wittwer und erneut Kustaa Pihlajamäki.
1935 wurde er bei der Europameisterschaft im freien Stil in Brüssel im Federgewicht erneut Vize-Europameister. Er besiegte dabei so starke Ringer wie Gösta Frändfors aus Schweden, Jean Vordermann und Eduard Sperling, den dreifachen Europameister im griechisch-römischen Stil aus Deutschland. An Kustaa Pihlajamäki kam er aber wieder nicht vorbei. Er unterlag diesem klar nach Punkten.
Bei den Olympischen Spielen 1936 in Berlin scheiterte Ferenc Tóth nach zwei Siegen an Francis Millard aus den Vereinigten Staaten und Kustaa Pihlajamäki. Er gewann damit keine Medaille und musste mit dem 5. Platz zufrieden sein.
Im Jahr 1937 gelang Ferenc Tóth bei der Europameisterschaft im freien Stil im Federgewicht in München dann endlich ein Sieg über Kustaa Pihaljamäki. Da er auch seine anderen Kämpfe gewann, wurde er zum zweiten Mal Europameister. 1939 startete er letztmals vor dem Zweiten Weltkrieg an einer internationalen Meisterschaft. In Oslo belegte er dabei im griech.-röm. Stil nach Niederlagen gegen Ferdinand Schmitz aus Deutschland und Kustaa Pihlajamäki den 3. Platz.
Obschon er weit über 30 Jahre alt war, setzte Ferenc Tóoth nach dem Zweiten Weltkrieg seine Ringerlaufbahn fort. Bei der Europameisterschaft 1946 in Stockholm im freien Stil verpasste er mit dem 4. Platz im Federgewicht knapp eine Medaille. Er unterlag dabei gegen Olle Anderberg aus Schweden und Gazanfer Bilge aus der Türkei. Zwei junge Ringer, die am Anfang ihrer Karriere standen. Bei der Europameisterschaft 1947 in Prag gewann Ferenc Toth die Silbermedaille im griechisch-römischen Stil. Geschlagen wurde er dabei nur von Olle Anderberg.
Zum Ende seiner Karriere startete Ferenc Tóth mit 39 Jahren noch einmal bei Olympischen Spielen. In London gelang ihm dabei ein Medaillengewinn, der ihm 1936 in Berlin und 1940 und 1944, wo ja kriegsbedingt keine Olympischen Spiele stattfinden konnten, versagt geblieben war. Im griechisch-römischen Stil im Federgewicht kämpfte er sich mit vier Siegen bis in die Endrunde vor, in der er aber wieder an Olle Anderberg scheiterte. Olympiasieger wurde Mehmet Oktav aus der Türkei. Im freien Stil, eigentlich dem Lieblingsstil von ihm, verpasste er mit dem 4. Platz knapp eine weitere Medaille. Gazanfer Bilge und Ivar Sjölin aus Schweden besiegten ihn und verwiesen ihn damit auf den 4. Platz. Der Gewinn der Bronzemedaille im griech.-röm. Stil war aber ein schöner Abschluss seiner Karriere.

## Internationale Erfolge
(OS = Olympische Spiele, EM = Europameisterschaft, F = freier Stil, GR = griechisch-römischer Stil, Fe = Federgewicht, Le = Leichtgewicht, damals bis 61/62 kg bzw. 66/67 kg Körpergewicht)
- 1933, 1. Platz, EM in Paris, F, Fe, mit Siegen über Bector Riske, Belgien u. Jean Vordermann, Schweiz;
- 1934, 2. Platz, EM in Rom, GR, Fe, mit Siegen über Iosif Tojar, Rumänien, Wincklaers, Belgien, Frantisek Janda, Tschechoslowakei und Wolfgang Ehrl, Deutschland u. einer Niederlage gegen Kustaa Pihlajamäki, Finnland;
- 1934, 3. Platz, EM in Stockholm, F, Fe, mit einem Sieg über Hilding Hansson, Schweden und Niederlagen gegen Hans Wittwer, Deutschland und Kustaa Pihlajamäki;
- 1935, 2. Platz, EM in Brüssel, F, Fe, mit Siegen über Adalberto Taucer, Italien, Gösta Frändfors, Schweden, Jean Vordermann und Eduard Sperling, Deutschland u. einer Niederlage gegen Kustaa Pihlajamäki;
- 1936, 5. Platz, OS in Berlin, F, Fe, mit Siegen über Jean Chasson, Frankreich u. Yaşar Erkan, Türkei und Niederlagen gegen Francis Millard, USA u. Kustaa Pihlajamäki;
- 1937, 1. Platz, EM in München, F, Fe, mit Siegen über Heinrich Schwarzkopf, Deutschland, Marco Gavelli, Italien, Kustaa Pihlajamäki und Josef Polak, Tschechoslowakei;
- 1939, 3. Platz, EM in Oslo, GR, Fe, mit Siegen über Karl Fevaag, Norwegen u. Ahmet Isik, Türkei und Niederlagen gegen Ferdinand Schmitz, Deutschland und Kustaa Pihlajamäki;
- 1946, 4. Platz, EM in Stockholm, F, Fe, mit Siegen über Roger François, Frankreich und Frantisek Kotrbary, Tschechoslowakei und Niederlagen gegen Paavo Hietala, Finnland, Olle Anderberg, Schweden und Gazanfer Bilge, Türkei;
- 1947, 2. Platz, EM in Prag, GR, Fe, mit Siegen über Sayed Kandil, Ägypten, Knud Frederiksen, Dänemark und Frantisek Kotrbary u. einer Niederlage gegen Olle Anderberg;
- 1948, Bronzemedaille, OS in London, GR, Fe, mit Siegen über Jan Stehlik, Tschechoslowakei, J. Mortimer, Großbritannien, Egil Solsvik, Norwegen u. Luigi Campanella, Italien und einer Niederlage gegen Olle Anderberg;
- 1948, 4. Platz, OS in London, F, Fe, mit Siegen über Mario Crete, Kanada, Antoine Raymaeckers, Belgien und Hassan Sadiyan, Iran und Niederlagen gegen Gazanfer Bilge und Ivar Sjölin, Schweden

## Ungarische Meisterschaften
Ferenc Tóth gewann folgende Titel:
- F: 1932, Fe, 1935, Fe, 1937, Fe, 1939, Le, 1940, Fe, 1941, Fe, 1942, Fe, 1943, Le, 1946, Fe u. 1947 Fe
- GR: 1931, Fe, 1938, Fe, 1941, Fe u. 1947, Fe
- Mannschaftsmeister mit UTE Budapest wurde er 1933